# Absu
Cet article concerne le groupe de black metal. Pour le dieu mésopotamien du même nom, voir Apsû.
Absu est un groupe de black metal américain, originaire de Dallas, au Texas. Du son death metal de leurs premières œuvres, ils arrivent par la suite à un mélange black/thrash auquel s'ajoutent des éléments de musiques folk et celtique, pour obtenir ce qu'ils nomment du « mythological occult metal » (en français, « metal mythologique et occulte »). Les thèmes des paroles traitent des légendes et mythes celtes, sumériens, ainsi que de la magie, de la sorcellerie et des armes.

## Biographie
Le groupe se forme initialement en 1989 sous le nom Dolmen, puis change brièvement pour Azathoth, avant le changement définitif en Absu en 1991,. Il se compose à l'époque d'Equitant Ifernain (guitare, basse et paroles) et de Shaftiel (guitare, chant). Après deux démos et un EP, ils sont rejoints par Proscriptor McGovern (de son vrai nom Russ R. Givens) à la batterie, au chant, et à l'écriture des textes, de David Athron Mystica à la guitare et de Black Massith aux claviers, au synthétiseur et au sequencing. Après avoir sorti leur premier album, Barathrum: V.I.T.R.I.O.L. en 1993, David Athron Mystica et Black Massith quittent le groupe et Absu devint un trio. Pour leurs concerts, ils recrutent Mezzadurus (des Philadelphia Black Thrashers et Bloodstorm), mais c'est en trio qu'ils enregistrent The Sun of Tiphareth en 1995, Shaftiel et Proscriptor se partageant le chant, et Proscriptor s'occupant des claviers et des synthétiseurs. C'est avec ce même line-up qu'ils enregistrent The Third Storm of Cythraul qui tire son inspiration de mythe du Moyen-Orient.
En 2001, Absu recrute un second guitariste, Kashshapxu. Le groupe sort cette même année son cinquième album, Tara qui inclut, sur le titre éponyme, une cornemuse. Peu de temps après la sortie de Tara, Equitant quitte le groupe en raison de divergence musicale (cela ne l'empêcha cependant pas de collaborer avec Proscriptor sur d'autres projets). Proscriptor, gravement blessé lors d'un accident doit subir une opération de la main. Après un an de soin, alors qu'il était de nouveau prêt à jouer, Shaftiel perd tout intérêt dans Absu, et Kashshapxu quitte à son tour le groupe pour divergence musicale. Proscriptor auditionne alors pour Slayer mais le retour du batteur original, Dave Lombardo, met un terme à ses espoirs. En 2005, Proscriptor et Equitant réunissent des morceaux rares ou non parus, ainsi que des versions live, puis commercialisent le tout sous le titre Mythological Occult Metal: 1991-2001. Alors qu'Absu est en suspens, Proscriptor continue de travailler sur d'autres projets tels que Equimanthorn (avec Equitant et des membres de The Soil Bleeds Black), Proscriptor, son projet de fusion néo-folk/rock classique, et Starchaser Network (avec Equitant et Victorious). Il fut également le batteur et chanteur de Melechesh pendant 6 ans (1999-2005) groupe avec lequel il avait déjà collaboré au chant et à l'écriture des textes. Il fut aussi musicien de session pour Judas Iscariot, Thornspawn, et Magnus Thorsen. Enfin, il possède son propre label, Tarot Productions.
En mai 2007, Proscriptor annonce que Vastator Terrarum et Aethyris MacKay rejoignent le groupe. Début 2008, Absu annonce avoir signé avec Candlelight Records pour leurs prochains disques mais qu'ils sortiront également un EP 7" au label Relapse Records. Cet EP, Speed N' Spikes, en série limitée, contient les premiers enregistrements du groupe après sept ans d'inactivité. En mars 2008, Vastator Terrarum quitte le groupe et est remplacé par Zawicizuz. En octobre, après l'enregistrement de l'album Absu, Ezezu, du groupe Panzram, rejoint le groupe à la basse et au chant. En septembre 2009, Zawicizuz quitte Absu et se voit remplacer par Vis Crom des groupes Rumpelstiltskin Grinder, Woe et XXX Maniak. Le groupe participe ensuite à une tournée européenne avec Pantheon I, Razor of Occam et Zoroaster.
En novembre 2010, Absu annonce une tournée américaine de six dates avec Immortal en février 2011, en trio, car Aethyris MacKay a quitté le groupe pour rejoindre Pantheon I. Après cette tournée, Absu entre au studio pour enregistrer son prochain album intitulé Abzu (paru en octobre 2011), suivi d'une tournée promotionnelle. En 2012, ils enregistrent un single pour Adult Swim (Williams Street Records) intitulé Hall of the Masters, puis un vidéoclip est par la suite créé pour ce single. En 2013, ils publient leur album éponyme. Au début de 2016, ils sont annoncés pour une tournée nord-américaine du 17 mars au 30 avril.
En octobre 2018, Melissa Moore (Vis Crom) annonce que le groupe a éclaté du fait de son coming-out sur sa transidentité et de la transphobie des autres membres.

## Membres

### Membres actuels
- Proscriptor McGovern  (Russley Randell Givens) – batterie, percussions, chant (depuis 1992)
- Ezezu (Paul Williamson) – basse, chant (depuis 2008)

### Anciens membres
- Aethyris McKay (Shandy Mckay) – guitare, synthétiseur (2007–2010)
- Zawicizuz (Geoffrey Sawicky) – guitare, clavier, chant secondaire (2007–2009)
- Vastator Terrarum – guitare et chant secondaire(2007)
- Shaftiel (Mike Kelly) – guitare, chant (1991–2003)
- Equitant Ifernain (Ray Heflin) – guitare, basse (1991–2002)
- Kashshapxu (Rad Davis) – guitare (2001–2003)
- Daviel Athron Mystica (Dave Ward) – guitare (1992–1993)
- Black Massith (Brian Artwick) – clavier, synthétiseur, séquenceur (1992–1993)
- Mezzadurus (Chris Gamble) – chant, basse (1995–2002 ; membre de session)
- Gary Lindholm – guitare (1990–1992)
- Daniel Benbow – batterie (1990–1992)
- Vis Crom (Melissa Moore) – guitare (2009-2018)

## Discographie

### Albums studio
- 1993 : Barathrum: V.I.T.R.I.O.L.
- 1995 : The Sun of Tiphareth
- 1997 : The Third Storm of Cythraul
- 2001 : Tara
- 2009 : Absu
- 2011 : Abzu
- 2013 : Apsu

### Démos
- 1991 : Return of the Ancients
- 1991 : Immortal Sorcery
- 1992 : Infinite and Profane Thrones
- 1993 : Pagan Ritual (cassette audio promotionnelle)

### EP
- 1992 : The Temples of Offal (7" EP, 1992)
- 1995 : ...And Shineth Unto the Cold Cometh... (7" EP, 1995)
- 1998 : In the Eyes of Ioldánach (EP, 1998)
- 2007 :  L'Attaque Du Tyran: Toulouse, Le 28 avril 1997 (7" EP, 2007)
- 2007 : Split with Demonical (7" EP, 2007)
- 2008 : Speed N' Spikes No.2 (split 7" EP avec Rumpelstiltskin Grinder, 2008)

### Autres
- 2000 : In the Visions of Ioldánach (vidéo, 2000)
- 2005 : Mythological Occult Metal: 1991–2001 (compilation, 2005)
- Hall of the Masters (single numérique-vidéo)